# Краснер, Милтон Р.
Милтон Р. Краснер (англ. Milton R. Krasner) (17 февраля 1904 — 17 июля 1988) — американский кинооператор, более всего известный работами 1940-50-х годов.
«Краснер пришёл в киноиндустрию в подростковом возрасте, в 1933 году стал работать как оператор и в 1940-е годы стал главным оператором. В этом качестве на протяжении трёх десятилетий он снял более 170 художественных фильмов практически всех жанров».
В послевоенный период Краснер «добился признания как в высшей степени универсальный оператор». Он работал как с чёрно-белыми, так и с цветными фильмами, и в стандартном, и широкоэкранном формате, в широком диапазоне жанров, со множеством режиссёров на всех главных студиях.
В 1940-50-е годы Краснер был первопроходцем в применении многих технических новшеств при павильонной съёмке, а также в использовании таких операторских приёмов, как рирпроекция, зум, разделённый экран и другие.
Более всего Краснера помнят по чёрно-белым фильмам конца 1940-х годов, особенно по нуаровым триллерам Фритца Ланга «Женщина в окне» (1944) и «Улица греха» (1945), суровой бойцовской драме «Подстава» (1949), классической драме о театральной жизни «Всё о Еве» (1950) и глянцевым цветным широкоформатным композициям в CinemaScope, таким как «Деметрий и гладиаторы» (1954), «Любовь императора Франции» (1954) и «Дожди Ранчипура» (1954), а также по сотрудничеству с режиссёрами Винсентом Миннелли, Жаном Негулеско и Генри Хэтэуэеем в 1950-60-х годах. К числу лучших фильмов, снятых Краснером, относятся комедии «Дочь фермера» (1947) и «Люди будут судачить» (1951), социальные фильмы нуар Джозефа Манкевича «Дом незнакомцев» (1949) и «Выхода нет» (1950), а также мелодрамы «Домой с холма» (1960) и «Сладкоголосая птица юности» (1962).
В 1949 году Краснер был удостоен премии Каннского кинофестиваля за лучшую операторскую работу (фильм «Подстава», 1949), а в 1955 году завоевал Оскар за фильм «Три монеты в фонтане» (1954). Кроме того, Краснер ещё шесть раз номинировался на Оскар за лучшую операторскую работу (фильмы «Арабские ночи» (1942), «Всё о Еве» (1950), «Незабываемый роман» (1957), «Как был завоёван Запад» (1962), «Любовь с подходящим незнакомцем» (1963) и «Судьба — это охотник» (1964)).

## Ранние годы
Милтон Р. Краснер родился 17 февраля 1904 года в Нью-Йорке, США. В 1918 году в 15-летнем возрасте он пошёл работать рабочим лаборатории на бруклинскую киностудию «Вайтограф». Вскоре он перешёл в отделе монтажа и в конце концов дорос до ассистента оператора.
В 1920 году Краснер переехал в Сан-Франциско, где стал работать ассистентом оператора на различных студиях, в частности, над вестернами Брончо Билли Андерсона. Перебравшись в 1925 году в Голливуд, Краснер работал над комедиями Джонни Хайнса для студии First National Pictures, и, что самое существенное, ассистировал признанному оператору Солу Полито на вестернах студии Pathé с участием Гарри Кэри. С начала 1927 года в течение нескольких лет Краснер работал на студии «Юнивёрсал» в первоклассной операторской команде Полито и Теда МакКорда над вестернами Кена Мейнарда.
«К моменту, когда имя Краснера впервые было указано в титрах в качестве оператора, он уже успел поработать практически на всех голливудских студиях, как больших, так и малых, где был ассистентом таких операторов, как МакКорд, Полито, Билли Блитцер, Ли Гармз, Люсьен Андриот, Хэл Мор и Джозеф Уокер». Как отмечает Кевин Джек Хагопян, «возможные трудности с определением „стиля Краснера“ во многом связаны с множественностью тех влияний, которые он испытал за долгие годы работы под руководством самых разных режиссёров».
В 1933 году Краснер стал главным оператором, работая главным образом над второразрядными фильмами.

## Работа на студии «Юнивёрсал» (1935—1947)
В конце 1935 года Краснер перешёл на студию «Юнивёрсал», где в промежутке между 1937 и 1944 годами снял 54 фильма. Бюджеты были малыми, однако приобретённые им знания и мастерство сделали ему имя в киноиндустрии. Его наиболее значимыми фильмами в начале карьеры на «Юнивёрсал» были комедии «Нельзя обмануть честного человека» (1939) и «Банковский сыщик» (1940) с участием Уильяма Клода Филдса, «Рядовые» (1941) и «Извините за саронг» (1942) с Эбботтом и Костелло, а также триллер «Дом о семи фронтонах» (1940) с участием Джорджа Сэндерса и фильм ужасов «Возвращение человека-невидимки» (1940) с Седриком Хардвиком и Винсентом Прайсом.
1940-е годы стали для Краснера периодом прорыва. После продолжительного периода обучения он смог наконец работать в более медленном темпе над чёрно-белыми фильмами в широком спектре жанров, особенно, над фильмами ужасов и криминальными картинами, на которых он всё более специализировался.
В 1942—1945 годах Краснер поднялся на новый уровень, сняв такие заметные картины, как вестерн «Негодяи» (1942) с Марлен Дитрих, Джоном Уэйном и Рэндолфом Скоттом и комедийный вестерн «И пришёл Джонс» (1945) с Гэри Купером и Лореттой Янг, а также фильмы ужасов «Призрак Франкенштейна» (1942) с Хардвиком и Лоном Чейни-младшим и «Месть человека-невидимки» (1944).
«Одной из самых важных работ Краснера в этот период стал ранний цветной фильм „Арабские ночи“ (1942) в формате Technicolor, эпическая картина об Али-бабе, за которую он вместе с двумя другими операторами получил номинацию на Оскар».
«Однако самыми лучшими работами Краснера в эти годы, которые принесли ему наибольшую известность, стали два фильма режиссёра Фритца Ланга — „Женщина в окне“ (1944) и „Улица греха“ (1945). Эти фильмы отличает классический изобразительный ряд канона фильм нуар, и они относятся к числу самых впечатляющих произведений Краснера». В этих фильмах, главные роли в которых исполнили Эдвард Робинсон, Джоан Беннетт и Дэн Дьюриа, Краснер продемонстрировал мастерство работы с оттенками серого, интерьерных съёмок и создания особой драматичности при павильонных съёмках. Историк кино Лотта Айснер отметила замечательный эффект нуаровой стилистики в сочетании с тонким исследованием Краснером кинематографического пространства в фильме «Женщина в окне», где в сцене убийства «ужас и насилие готовы ворваться в холодный, изысканный интерьер шикарной квартиры».
К заметным картинам, снятым Краснером во второй половине 1940-х годов, относятся также фильмы нуар «Тёмное зеркало» (1946) Роберта Сиодмака, где Краснер снял Оливию де Хэвилленд в двойной роли сестёр-близнецов, «Двойная жизнь» (1947) Джорджа Кьюкора с Рональдом Колманом и Эдмондом О’Брайеном, а также популярные комедии «Дочь фермера» (1947) с Лореттой Янг и Джозефом Коттеном и «Неудачник и я» (1947) с Клодетт Кольбер и Фредом Макмюрреем.
После ухода с «Юнивёрсал» в 1949 году Краснер снял на студии «Парамаунт» фильм нуар «Обвиняемая» (1949) Уильяма Дитерле с Лореттой Янг и Робертом Каммингсом. В том же году на студии «РКО» он снял романтическую комедию «Праздничный роман» (1949) с Робертом Митчемом и Джанет Ли и фильм нуар «Подстава» (1949) Роберта Уайза с Робертом Райаном и Одри Тоттер. «Работа над фильмом „Праздничный роман“ демонстрировала растущее техническое мастерство Краснера, который работал с отделом спецэффектов „РКО“, в то время считавшемся лучшим в киноиндустрии. Сотрудничество Краснера с художниками, техниками и строителями отдела спецэффектов можно назвать последней частью его продолжительного обучения в операторскому мастерству».
В 1949 году Краснер снял «блестящий, низкобюджетный бойцовский фильм „Подстава“ (1949), который продемонстрировал высокий профессиональный уровень Краснера и стал одним из величайших его достижений». «Фильм играется в реальном времени на съёмочной площадке, где пространственные взаимоотношения выступают составной частью истории. Краснер использовал три камеры для съёмок боксёрских сцен, включая ручную камеру, которая использовалась прямо на ринге. Режиссёр Роберт Уайз, который был опытным монтажёром, сам выполнил монтаж этой сцены, и совместными усилиями Краснер и Уайз создали продолжительный эпизод (составляющий около шестой части всего фильма), один из лучших в своём роде, в жанре боксёрского кино, который отличается своей замечательной операторской работой. Остальная часть фильма содержит характерные экспрессионистские приёмы — съемки с низкой точки искажённых, кричащих лиц жадных до крови зрителей, сделанные экстремально крупным планом, длинные изогнутые траектории улиц, многочисленные мизансцены в тесных интерьерных пространствах».

## Работа на студии «Двадцатый век Фокс» в 1950-е годы
В 1949 году Краснер начал плодотворное сотрудничество со сценаристом-режиссёром-продюсером Джозефом Манкевичем, и ещё более продолжительную работу на студии «Двадцатый век Фокс». С Манкевичем в качестве режиссёра Краснер снял четыре фильма — «Дом незнакомцев» (1949), «Выхода нет» (1950), «Всё о Еве» (1950) и романтическую комедию «Что скажут люди» (1951) с Кэри Грантом и Джин Крейн.
Первые две картины Манкевича были социальными фильмами нуар. «Дом незнакомцев» (1949) с Эдвардом Робинсоном, Ричардом Конте и Сьюзен Хэйворд рассказывал о переходе мелкого полукриминального бизнеса на легальные рельсы и происходящей в этой связи смене поколений на примере семьи мелкого итальянского мафиози в Нью-Йорке. «Выхода нет» (1950) с участием Ричарда Уидмарка, Сидни Пуатье и Линды Дарнелл был посвящён теме расовой нетерпимости, с которой сталкивается чёрный врач со стороны белых пациентов в крупном американском городе. После успешной работы над этими двумя триллерами, Краснер был выбран для съёмок драмы «Всё о Еве» (1950) с участием Бетт Дейвис, Энн Бакстер и Джорджа Сэндерса, который «рассказывал об преданности, верности и предательстве в театральной среде. Краснер проявил исключительное мастерство в выстраивании кадра и работой средним планом, гармонично формируя визуальный ряд для малоподвижного и многословного сценария Манкевича».
«В 1950-60-е годы Краснер уже находился в верхних рядах голливудских операторов, и был полноценным участником крупных проектов. По мере перемен в индустрии Краснер также изменился с очевидной простотой. Он хорошо привык к крупным бюджетам, европейским натурам, различным цветовым процессам и широкоэкранным форматам».
После успеха фильмов Манкевича Краснер стал получать работу только в дорогостоящих престижных проектах с участием ведущих актёров, хотя многие отличались легковесным содержанием. В 1951 году он снимал комедию Джорджа Кьюкора «Модель и сваха» (1951) и вестерн Генри Хэтэуэя «Нападение на почтовую станцию» (1951) с Тайроном Пауэром и Сьюзен Хэйворд. Год спустя Краснер был оператором нуаровой мелодрамы Жана Негулеско «Телефонный звонок от незнакомца» (1952) с Бетт Дейвис, криминальной газетной драмы Ричарда Брукса «Криминальная полоса в прессе США» (1952) с Хамфри Богартом, а также эксцентрическую комедию Говарда Хоукса «Мартышкин труд» (1952) с участием Кэри Гранта, Джинджер Роджерс и Мерилин Монро. На следующий год Краснер снял две сравнительно скромные картины — фильм нуар «Викки» (1953) с Джин Крейн и Джин Питерс и романтическую комедию «Идеальная жена» (1953) с Кэри Грантом и Деборой Керр.
Начиная с 1954 года, Краснер получил принципиально новую задачу — овладеть новыми методами широкоформатной цветной съёмки, в частности, начать снимать «в громоздком и трудноуправляемом формате CinemaScope». "Освоив форматы CinemaScope и Technicolor, Краснер стал снимать эпические картины студии «Двадцатый век Фокс», наиболее показательными среди которых стали историческая экшн-драма Делмера Дейвса «Деметрий и гладиаторы» (1954) с Виктором Мэтьюром и Сьюзен Хейворд (второй фильм, снятый в системе CinemaScope), драма о взлёте и падении Наполеона «Любовь императора Франции» (1954) режиссёра Генри Костера с Марлоном Брандо и Джин Симмонс, а также приключенческая мелодрама Жана Негулеско «Дожди Ранчипура» (1955) с Ланой Тёрнер и Ричардом Бёртоном.
В этот же период Краснер снял целую серию популярных фильмов, среди них снятая на натуре романтическая мелодрама Негулеско «Три монеты в фонтане» (1954) с Клифтоном Уэббом, Дороти МакГуайр и Джин Питерс, которая принесла ему единственный Оскар, а также приключенческая драма Генри Хэтэуэя «Сад зла» (1954) с Гэри Купером и Сьюзен Хейворд. За ними последовали романтическая комедия «Зуд седьмого года» (1955) Билли Уайлдера с Мерилин Монро, «Автобусная остановка» (1956) также с Монро, и детектив Генри Хэтэуэя «23 шага к Бейкер-стрит» (1956) с Вэном Джонсоном и Верой Майлз.
В конце 1950-х годов Краснер отметился съёмкой романтических мелодрам «Незабываемый роман» (1957) с Грантом и Керр (номинация на Оскар за операторскую работу) и «Поцелуй их за меня» (1957) с Грантом и Джейн Мэнсфилд. Он также был оператором целой серии мелодрам режиссёра Жана Негулеско, среди них приключенческая картина «Мальчик на дельфине» (1957) с Клифтоном Уэббом, Аланом Лэддом и Софи Лорен, романтические истории «Дар любви» (1958) с Лорен Бэколл и Робертом Стэком и «Определённая улыбка» (1958) с Джоан Фонтейн, а также комедийная мелодрама «Посчитай свои благословения» (1959) с Деборой Керр. В общей сложности в период с 1950 по 1959 год Краснер был оператором девяти фильмов Негулеско.

## Работа в 1960-е годы
В 1960 году Краснер снял два фильма Винсента Миннелли — мелодраму «Домой с холма» (1960) с Митчемом и Элинор Паркер, и также мюзикл «Колокола звонят» (1960) с Дином Мартиным и Джуди Холлидэй, за которыми в 1962 году последовали ещё два их совместных фильма — военная драма «Четыре всадника Апокалипсиса» (1962) с Гленном Фордом, Ингрид Тулин и Шарлем Буайе, психологическая драма «Две недели в другом городе» (1962) по роману Ирвина Шоу с Кирком Дугласом и Эдвардом Робинсоном. В 1961 году Краснер работал над эпической библейской историей «Царь царей» (1961) Николаса Рэя, а год спустя снял психологическую драму Ричарда Брукса по пьесе Теннеси Уильямса «Сладкоголосая птица юности» (1962) с Полом Ньюменом в главной роли.
«Краснер в очередной раз продемонстрировал свою способность работать с дорогостоящими и громоздкими широкоэкранными технологиями, став совместно с Чарльзом Лэнгом, Уильямом Дэниелсом и Джозефом Лашеллом оператором одного из двух фильмов, полностью произведённых в формате Cinerama — эпического вестерна „Как был завоёван Запад“ (1962). Краснер полностью снял последнюю часть фильма „Преступники“ (которую в качестве режиссёра ставил в основном Хэтэуэй), а также снимал многие сцены четырёх других частях фильма». Это была пятая и последняя совместная работа Краснера и Хэтэуэя.
После 1962 года, когда начался отход от стандартов голливудского кино Золотой эпохи, уровень картин, которые снимал Краснер, начал снижаться. В 1963 году его самой заметной работой стала романтическая комедия «Любовь с подходящим незнакомцем» (1963) режиссёра Роберта Маллигана с участием Натали Вуд и Стива МакКуина. В 1964 году наиболее интересной работой, которую снимал Краснер, стал детективный триллер о расследовании авиакатастрофы режиссёра Ральфа Нельсона «Судьба — это охотник» (1964) с Гленном Фордом в главной роли (эта картина принесла Краснеру номинацию на Оскар). В этот период Краснер продолжал сотрудничество с режиссёром Винсентом Миннелли, сняв для него ещё три картины (в общей сложности они сняли вместе семь фильмов) — семейную комедию «Ухаживание отца Эдди» (1963) с Гленном Фордом и Ширли Джонс, романтическую комедию «Прощай, Чарли» (1964) с Тони Кёртисом и Дебби Рейнольдс, а также мелодраму «Кулик» (1965) с участием Элизабет Тейлор и Ричарда Бёртона.
В 1967 году Краснер снял гангстерский триллер режиссёра Роджера Кормана «Резня в день Святого Валентина» (1967). «Снимая главным образом в павильоне, оформленном под Чикаго 1920-х годов, Краснер создал ощущение классической чёрно-белой съёмки в цветном фильме. Корман обратил внимание на способность Краснера сочетать интерьерные и экстерьерные съёмки в одном эпизоде, что было особенно важно для драматизма истории. Отдельные части фильма были сняты в „документальном стиле“, а весь фильм был сделан с помощью модифицированного широкоэкранного процесса (Panavision). Хотя весь фильм был тщательно раскадрован, один эпизод спора между двумя персонажами был сымпровизирован и снят оператором ручной камерой».
В 1969 году Краснер снял комедию Алана Дж. Пакулы «Бесплодная кукушка» (1969) с участием Лайзы Миннелли, за которой последовала его последняя картина — научно-фантастический триллер «Под планетой обезьян» (1970).
В 1972—1977 годах Краснер работал на телевидении, где снимал детективный сериал «МакМиллан и жена» (1972—1977, 28 эпизодов), а в 1976 году снял один фильм детективного телесериала «Коломбо» (1976).

## Смерть
Милтон Краснер умер 16 июля 1988 года в Вудленд-хиллз, Лос-Анджелес, Калифорния, США.

## Фильмография
| - 1933 — Сугубо лично / Strictly Personal - 1933 — Я люблю этого человека / I Love That Man - 1933 — Золотой урожай / Golden Harvest - 1933 — Ловко устроился / Sitting Pretty - 1934 — Она убрала кровать / She Made Her Bed - 1934 — Личный скандал / Private Scandal - 1934 — Великое увлечение / The Great Flirtation - 1934 — Вот идёт жених / Here Comes the Groom - 1934 — Парижская интерлюдия / Paris Interlude - 1934 — Смерть на спортивной площадке / Death on the Diamond - 1935 — Женщины должны одеваться достойно / Women Must Dress - 1935 — Великий Бог золото / Great God Gold - 1935 — Держи их, Йель / Hold 'Em Yale - 1935 — Убийство на флоте / Murder in the Fleet - 1935 — Путешествие из Нью-Йорка в Сан-Франциско / Honeymoon Limited - 1935 — Сделать миллион / Make a Million - 1935 — Восторги толпы / Cheers of the Crowd - 1935 — Виргинский судья / The Virginia Judge - 1935 — Запретные небеса / Forbidden Heaven - 1935 — Великое перевоплощение / The Great Impersonation - 1936 — Смеющиеся ирландские глаза / Laughing Irish Eyes - 1936 — Крэш Донован / Crash Donovan - 1936 — Йеллоустоун / Yellowstone - 1936 — Девушка с обложки / The Girl on the Front Page - 1936 — Мистер Золушка / Mister Cinderella - 1936 — Любовные письма звезды / Love Letters of a Star - 1936 — Таинственное путешествие / Mysterious Crossing - 1937 — Она опасна / She’s Dangerous - 1937 — У нас были свои моменты / We Have Our Moments - 1937 — О, доктор / Oh, Doctor - 1937 — Любовь в бунгало / Love in a Bungalow - 1937 — Леди наносит ответный удар / The Lady Fights Back - 1937 — Вот идёт жених / There Goes the Groom - 1937 — Девушка с идеями / A Girl with Ideas - 1937 — Рецепт для романа / Prescription for Romance - 1938 — Тайна присяжных / The Jury’s Secret - 1938 — Ночное проникновение / Midnight Intruder - 1938 — Преступление доктора Галлета / The Crime of Doctor Hallet - 1938 — Дьявольская вечеринка / The Devil’s Party - 1938 — Медсестра из Бруклина / The Nurse from Brooklyn - 1938 — Отсутствующий гость / The Missing Guest - 1938 — Шторм / The Storm - 1938 — Дом для разносчиков газет / Newsboys' Home - 1939 — Ты не можешь обмануть честного человека / You Can’t Cheat an Honest Man - 1939 — Соседская семья / The Family Next Door - 1939 — Дом страха / The House of Fear - 1939 — Я украл миллион / I Stole a Million - 1939 — Маленькая авария / Little Accident - 1939 — Отсутствующая улика / Missing Evidence - 1939 — Человек из Монреаля / The Man from Montreal - 1940 — Возвращение человека-невидимки / The Invisible Man Returns - 1940 — О, Джонни, как ты можешь любить / Oh Johnny, How You Can Love - 1940 — Дом о семи фронтонах / The House of the Seven Gables - 1940 — Занзибар / Zanzibar - 1940 — Лыжный патруль / Ski Patrol - 1940 — Сэнди — это леди / Sandy Is a Lady - 1940 — Личные дела / Private Affairs | - 1940 — Нанятая жена / Hired Wife - 1940 — Бриллиантовый фронт / Diamond Frontier - 1940 — Банковский сыщик / The Bank Dick - 1940 — След линчевателей / Trail of the Vigilantes - 1941 — Рядовые / Buck Privates - 1941 — Женщина из Шайенн / The Lady from Cheyenne - 1941 — Слишком много блондинок / Too Many Blondes - 1941 — Папа-холостяк / Bachelor Daddy - 1941 — Эта женщина — моя / Woman Is Mine - 1941 — Парижский запрос / Paris Calling - 1942 — Призрак Франкенштейна / The Ghost of Frankenstein - 1942 — Джентльмен в темноте / A Gentleman After Dark - 1942 — Негодяи / The Spoilers - 1942 — Техасцы / Men of Texas - 1942 — Простите за саронг / Pardon My Sarong - 1942 — Арабские ночи / Arabian Nights - 1943 — Два билета в Лондон / Two Tickets to London - 1943 — Нас никогда не одолеют / We’ve Never Been Licked - 1943 — Таков твой дядя / So’s Your Uncle - 1943 — Безумный упырь / The Mad Ghoul - 1944 — Чудо от гардеробщицы / Hat Check Honey - 1944 — Месть человека-невидимки / The Invisible Man’s Revenge - 1944 — Женщина в окне / The Woman in the Window - 1945 — Восхитительно опасна / Delightfully Dangerous - 1945 — И пришел Джонс / Along Came Jones - 1945 — Улица греха / Scarlet Street - 1946 — Безоговорочно / Without Reservations - 1946 — Тёмное зеркало / The Dark Mirror - 1947 — Неудачник и я / The Egg and I - 1947 — Дочь фермера / The Farmer’s Daughter - 1947 — Что навеял ветер / Something in the Wind - 1947 — Двойная жизнь / A Double Life - 1948 — В центральном парке / Up in Central Park - 1948 — Очарование Сэксона / The Saxon Charm - 1949 — Обвиняемая / The Accused - 1949 — Подстава / The Set-Up - 1949 — Дом незнакомцев / House of Strangers - 1949 — Праздничный роман / Holiday Affair - 1950 — Трое вернулись домой / Three Came Home - 1950 — Выхода нет / No Way Out - 1950 — Всё о Еве / All About Eve - 1951 — Нападение на почтовую станцию / Rawhide - 1951 — Я могу достать вам это оптом / I Can Get It for You Wholesale - 1951 — Наполовину ангел / Half Angel - 1951 — Что скажут люди / People Will Talk - 1951 — Модель и сваха / The Model and the Marriage Broker - 1952 — Телефонный звонок от незнакомца / Phone Call from a Stranger - 1952 — Криминальная полоса в прессе США / Deadline — U.S.A. - 1952 — Красавчик / Dreamboat - 1952 — Вождь краснокожих и другие / Full House | - 1952 — Мартышкин труд / Monkey Business - 1953 — Такси / Taxi - 1953 — Идеальная жена / Dream Wife - 1953 — Викки / Vicki - 1954 — Три монеты в фонтане / Three Coins in the Fountain - 1954 — Деметрий и гладиаторы / Demetrius and the Gladiators - 1954 — Сад зла / Garden of Evil - 1954 — Любовь императора Франции / Désirée - 1955 — Зуд седьмого года / The Seven Year Itch - 1955 — Как быть очень, очень популярным / How to Be Very, Very Popular - 1955 — Девушка в розовом платье / The Girl in the Red Velvet Swing - 1955 — Дожди Ранчипура / The Rains of Ranchipur - 1956 — Двадцать три шага к Бейкер-стрит / 23 Paces to Baker Street - 1956 — Автобусная остановка / Bus Stop - 1957 — Мальчик на дельфине / Boy on a Dolphin - 1957 — Незабываемый роман / An Affair to Remember - 1957 — Поцелуй их за меня / Kiss Them for Me - 1958 — Дар любви / The Gift of Love - 1958 — Уверенная улыбка / A Certain Smile - 1959 — Замечательный мистер Пеннипеккер / The Remarkable Mr. Pennypacker - 1959 — Считай свои благословения / Count Your Blessings - 1959 — Человек, который понимал женщин / The Man Who Understood Women - 1960 — Домой с холма / Home from the Hill - 1960 — Колокола звонят / Bells Are Ringing - 1961 — Нагими мы приходим в этот мир / Go Naked in the World - 1961 — Царь царей / King of Kings - 1962 — Четыре всадника Апокалипсиса / The Four Horsemen of the Apocalypse - 1962 — Сладкоголосая птица юности / Sweet Bird of Youth - 1962 — Две недели в другом городе / Two Weeks in Another Town - 1962 — Как был завоёван Запад / How the West Was Won - 1963 — Ухаживание отца Эдди / The Courtship of Eddie’s Father - 1963 — Щекотливое дело / A Ticklish Affair - 1963 — Любовь с подходящим незнакомцем / Love with the Proper Stranger - 1964 — Выдвижение в тыл / Advance to the Rear - 1964 — В поисках любви / Looking for Love - 1964 — Судьба - это охотник / Fate Is the Hunter - 1964 — До свидания, Чарли / Goodbye Charlie - 1965 — Мир Эбботта и Костелло / The World of Abbott and Costello - 1965 — Кулик / The Sandpiper - 1965 — Красная линия 7000 / Red Line 7000 - 1966 — Сделано в Париже / Made in Paris - 1966 — Поющая монашенка / The Singing Nun - 1967 — Венецианское дело / The Venetian Affair - 1967 — Баллада о Джози / The Ballad of Josie - 1967 — Поторопи закат / Hurry Sundown - 1967 — Резня в день святого Валентина / The St. Valentine’s Day Massacre - 1968 — Не стой просто так / Don’t Just Stand There - 1969 — Бесплодная кукушка / The Sterile Cuckoo - 1970 — Под планетой обезьян / Beneath the Planet of the Apes - 1972—1977 — МакМиллан и жена / McMillan & Wife (телесериал, 28 эпизодов) - 1976 — Коломбо: Фатальный выстрел / Columbo: Fade in to Murder (телефильм) |